# Alberto López Basaguren
Alberto López Basaguren (Basauri, Vizcaya, 1957) es un jurista y catedrático de Derecho constitucional español.
Está especializado en el estudio de los procesos soberanistas de Escocia y Quebec. Actualmente imparte docencia y cátedra en la Universidad del País Vasco.

## Biografía
Alberto López Basaguren, es un jurista, politólogo, analista y catedrático de Derecho Constitucional en la Universidad del País Vasco (UPV-EHU) en la Facultad de Derecho de Bizkaia.

### Estudios
Licenciado en Derecho y Doctor en Derecho por la Universidad del País Vasco y Licenciado en Ciencias Políticas y en Derecho por la Universidad Complutense de Madrid. Ha sido Visiting Scholar en la Facultad de Derecho de la Universidad de Cambridge y Visiting Fellow en Clare Hall College (actualmente, Life Member) de la misma Universidad durante el curso 2011-2012.

### Cátedra, investigación y docencia
Alberto López Basaguren ha sido investigador en las Universidades de Módena, Florencia y Boloña, (Italia), en las Universidades de Estrasburgo y Burdeos (Francia), en la Universidad de Regensburg (Alemania), en la Universidad de Montreal (Canadá) y en la Universidad de Edimburgo (Escocia, Reino Unido).
Es miembro del Comité de Expertos de la Carta Europea de Lenguas Regionales o Minoritarias, del Consejo de Europa y del Consejo Asesor del Euskera, del País Vasco, en el que ha sido miembro de la Ponencia redactora del texto Euskara XXI, Itun berri baterantz (Euskara XXI, Hacia un nuevo pacto), también esmiembro de la Comisión Arbitral de Euskadi.
Alberto López Basaguren es investigador sobre diversidad lingüística, sistema autonómico español, federalismo, Constitución democrática y reclamaciones secesionistas, integración constitucional europea y protección de los derechos fundamentales, considerado uno de los mayores expertos de España en federalismo y en los procesos de Quebec y Escocia.
Colaboradora habitualmente con ETB1, ETB2, Deia, El País, El Mundo y otros muchos medios de comunicación. Fue asesor de Patxi López en su Lehendakaritza del PSE-EE, asesor y colaborador activo del PSOE y PSE-EE, y, hoy en día, es uno de los expertos ("Comité de Sabios") elegido por el PSOE para la reforma constitucional elegido por Pedro Sánchez. También es uno de los expertos en colaborar en la Comisión de autogobierno del Parlamento Vasco (Eusko Legebiltzarra) en 2017, junto con muchos otros: Garbiñe Biurrun...
Actualmente es profesor de Derecho Constitucional en la Facultad de Derecho de Bizkaia y en la Facultad de Ciencias Políticas de la EHU-UPV.

### Comisión Arbitral del País Vasco
Alberto López Basaguren es miembro de la Comisión Arbitral del País Vasco desde junio de 2017. El Estatuto de Autonomía del País Vasco en su artículo 39 prevé desarrollar por Ley de Parlamento Vasco la Comisión Arbitral, órgano que se encarga de dirimir los conflictos de competencia que se puedan suscitar entre las instituciones del País Vasco y las de cada uno de los territorios históricos.
El presidente y seis vocales componen la Comisión. La función de presidente corresponde al presidente del Tribunal Superior de Justicia del País Vasco (Iñaki Subijana), y los vocales son designados en número igual por el Gobierno Vasco y por las Diputaciones Forales, previa consulta con el Parlamento Vasco y las Juntas Generales respectivas. 

## Publicaciones
Entre sus publicaciones, se destacan:
- Lenguas y Constitución Española, Valencia, Tirant lo Blanch, 2013. ISBN 9788490335802
- Acerca de la caracterización del estatuto de autonomía en una perspectiva federal, 2011, ISBN 978-84-937815-3-8
- Los caminos del federalismo y los horizontes del Estado Autonómico, 2014, ISBN 978-84-7777-403-7
- The Ways of Federalism in Western Countries and the Horizons of Territorial Autonomy in Spain (Volume I), Springer, 2013. ISBN 9783642277191
- The Ways of Federalism in Western Countries and the Horizons of Territorial Autonomy in Spain (Volume II), Springer, 2013. ISBN 9783642277160
- La secesión de España. Bases para un debate desde el País Vasco, Tecnos, Madrid, 2014, ISBN 978-84-309-6145-0
- El Ararteko, IVAP, 1993, ISBN 978-8477771005
- The Parliament of the Basque Country and the national issue: the weaknesses of a strong identity, 2016, ISBN 9780773547407
- El lugar del Euskera, La política lingüística vasca a debate, 2008, ISBN 978-84-9797-329-8
- Lenguas, poderes públicos y función pública, Lenguas, política, derechos, 2000, ISBN 84-340-1190-5